# Colonia Ampliación Aeropuerto
Colonia Ampliación Aeropuerto är en ort i Mexiko.   Den ligger i kommunen San Felipe Usila och delstaten Oaxaca, i den sydöstra delen av landet, 300 km sydost om huvudstaden Mexico City. Colonia Ampliación Aeropuerto ligger 118 meter över havet och antalet invånare är 595.
Terrängen runt Colonia Ampliación Aeropuerto är varierad. Colonia Ampliación Aeropuerto ligger nere i en dal. Runt Colonia Ampliación Aeropuerto är det ganska glesbefolkat, med 42 invånare per kvadratkilometer. Närmaste större samhälle är San Felipe Usila, 1,3 km sydväst om Colonia Ampliación Aeropuerto. I omgivningarna runt Colonia Ampliación Aeropuerto växer i huvudsak städsegrön lövskog.